# 彼得·舒梅切尔
彼得·博莱斯瓦夫·舒梅切尔，MBE（發音：[pʰed̥ɐ ˈsmɑɪ̯ˀɡ̊l̩]；1963年11月18日—）是丹麥前足球運動員，世界足壇最佳門將之一，於2003年4月正式退役。舒梅切尔是丹麥奪得1992年在瑞典舉行的欧洲足球锦标赛冠軍的主力成員。司職守門員，舒米高曾獲選為1992及1993年的“世界最佳門將”。當年效力英格蘭球隊時在1999年為球隊同時奪得英格蘭超級聯賽冠軍、英格蘭足總杯及歐洲聯賽冠軍盃，可算是其球員生涯的高峰。
舒米高是代表丹麥次數最多的球員，共出戰129場及射入一球，其中30場以隊長身份帶領球隊，出席1988年（西德）、1992年（瑞典）、1996年（英格蘭）及2000年（比利時/荷蘭）四屆歐洲國家盃和1998年法國世界盃的決賽周。舒米高於其職業生涯中共攻入11個進球，在2000年6月3日對比利時2-2賽和的友誼賽中射入一個点球取得第一個國際賽入球。2001年4月在對斯洛文尼亞後退出國家隊。

## 生平
舒梅切尔出身於丹麥一個波蘭裔家庭，原先他屬波蘭籍，直到1970年其父轉為丹麥籍後，舒梅切尔才成為丹麥人。舒梅切尔是在家鄉一家小型球會展開其足球生涯，直至1984年才轉投主戰丹麥聯賽的哈維德夫(Hvidovre IF)。
他小時侯於哥本哈根居住，8歲時就開始踢小球會，擔任守門員的工作,更令該小球會連續2年半中的比賽全數保持不敗。他的表現得到了令一個叫做Hero的球會所賞識，當時Hero球會是當地的丙組球會，相比之前的小球會當然比較有名氣及具規模下，舒米高也接受了這個邀請。但Hero卻於聯賽還剩下三場的時侯經已宣告護級失敗，由於經已降班下球會將剩下來的賽是讓一些年青球會上陣去吸收經驗。舒米高便是其中一份子，他為Hero球會上陣的第一場時還只是18歲。雖然以0比1敗陣，但他的表現卻令人眼前一亮，更受到當地報章的賞識而報導了這位高大門將的場上表現。
隨著哈維德夫這支球隊在之後一年降級收場，舒梅切尔決定轉投國內較大型的球會(Brøndby IF)。在邦比第一年舒梅切尔贏取了其職業生涯中首個頂級聯賽冠軍，其後亦贏得四項冠軍，包括三個聯賽冠軍和一個丹麥杯冠軍。
舒梅切尔於1991年以55萬英鎊轉投英格蘭球會曼聯，加盟後便為球隊連贏三屆英超聯冠軍（1992、1993、1994），其後亦連贏兩屆（1996、1997），雖然1998年狀態有所下滑，但舒梅切尔仍能重拾本色，翌季先贏得英超聯冠軍，再在足總杯準決賽救了對手一個點球，進入決賽贏得冠軍。1999年欧洲冠军联赛決賽，曼聯締造「諾坎普奇蹟」補時階段連進2球，2-1逆轉擊敗德甲霸王拜仁慕尼黑，締造「三冠王」。
在為曼聯贏得三料冠軍後，舒梅切尔亦宣佈離開曼聯，走到葡萄牙聯賽加盟當地球會士砵亭，贏得葡超聯賽冠軍。2001年再回到英超，先後效力阿士東維拉和曼城，但表現有所下滑，在2002-03年球季結束後，舒梅切尔宣告退役。2002年12月，被授予荣誉MBE。
退役後的舒梅切尔在家鄉收購了一家小型球會當其班主，同時亦為丹麥電視台擔任旁述員。舒梅切尔同时为英国广播公司（BBC）担任"Match of the Day"专家评论员，参与了诸如2007年足总杯决赛等重要赛事的播出。
他的兒子卡斯柏·舒梅切尔也是位職業足球員，與父親一樣司職守門員，現效力苏超球會凯尔特人，並於2015-16年球季為莱斯特城贏得首個英超冠軍。

## 風格
舒梅切尔將手球技術星形撲救(Star Jump)成功運用於足球上，更成為了他標誌性的動作，除了擁有頂級守門員的防守技術外，同時善於統御防線，且在接住對方射球後，能用其長傳或可超越半場的手拋球快速策動反攻，他在球隊必須進球的球賽末段死球時會果斷上前助攻，也取得了一定數量的入球。

## 荣誉
比賽榮譽
- 丹麥超級聯賽 (4)： 1987, 1988, 1990, 1991 (邦比)
- 丹麥盃： 1989 (邦比)
- 歐洲超級盃： 1991 (曼聯)
- 英格兰联赛杯： 1992 (曼聯)
- 英格蘭超級聯賽 (5)： 1992/93, 1993/94, 1995/96, 1996/97, 1998/99 (曼聯)
- 歐洲國家盃： 1992 (丹麥國家隊)
- 英格蘭慈善盾 (4)： 1993, 1994, 1996, 1997 (曼聯)
- 英格蘭足總盃 (3)： 1994, 1996, 1999 (曼聯)
- 歐洲聯賽冠軍盃： 1999 (曼聯)
- 葡萄牙超級聯賽： 2000 (士砵亭)
- 葡萄牙超級杯﹕ 2001 (士砵亭)

個人榮譽
- 丹麥足球先生 (3): 1990, 1993, 1999
- 丹麥最佳守門員: 1987, 1988, 1990[3]
- 世界最佳守門員: 1992, 1993
- 邦比最佳球員: 1990[4]
- FIFA　100
- 丹麥足球名人堂 (2009年)[5]

## 著作
- Peter Schmeichel with Egon Balsby, "The Great Peter", Møntergården, Copenhagen, 2000, 2nd edition (ISBN 87-7901-122-5).
- Danish translation of: "Schmeichel: The Autobiography", Virgin, 1999 (ISBN 0753504448)

## 外部連綠
- Schmeichel.one - The Peter Schmeichel Site
- Danish national team profile （页面存档备份，存于）
- English Football Hall of Fame Profile
- Alt-Tab: Peter Schmeichel
- Showstars profile (career stats)